# Edifici d'habitatges a la plaça Cabrinetty, 16 (Puigcerdà)
L'Edifici d'habitatges a la plaça Cabrinetty, 16 és una obra eclèctica de Puigcerdà (Baixa Cerdanya) inclosa a l'Inventari del Patrimoni Arquitectònic de Catalunya.

## Descripció
Edifici de planta baixa i tres pisos, els baixos del qual es troben molt alterats. La façana està arrebossada i presenta estucats amb dibuixos de garlandes florals i motllures de pedra marcant cadascun dels forjats.
El portal d'accés a l'escala està construït amb llinda i brancals de pedra amb elements renaixentistes. A les diverses plantes hi ha obertures amb arcs rebaixats i brancals de pedra. Els balcons tenen baranes de ferro forjat.

## Història
Podria tractar-se d'una de les antigues cases nobiliàries d'aquesta Plaça Major, com són les de Cadell i Descatllar. No obstant no ha estat possible confirmar-ho per cap publicació, ni tan sols per l'arxiver de Puigcerdà mossèn Galceran.